# Jason Graves
Jason W. Graves (geboren in 1973) is een Amerikaans computerspel-, film- en televisiecomponist.
Graves studeerde af aan de University of Southern California in 1995. Hij werkte als orkestrator en dirigent voor Capitol Records.

## Werk (onvolledig)
- Dead Space (Electronic Arts, 2008)
- C.O.P. The Recruit (Ubisoft, 2009)
- Command & Conquer 4: Tiberian Twilight (Electronic Arts, 2010)
- Dead Space 2 (Ubisoft, 2011)[2]
- Tomb Raider (2013) (Square Enix, 2013)
- Until Dawn (Supermassive Games, 2015)
- Far Cry Primal (Ubisoft 2016)
- The Dark Pictures Anthology: Man of Medan (Supermassive Games, 2019)